# Kunle Adejuyigbe
Kunle Adejuyigbe (né le 6 août 1977) est un athlète nigérian spécialiste du 400 mètres. Il remporte sa seule médaille mondiale lors d'un relais 4 × 400 mètres.

## Carrière

### Palmarès
| Date | Compétition           | Lieu     | Résultat | Épreuve   | Performance   |
| ---- | --------------------- | -------- | -------- | --------- | ------------- |
| 1995 | Championnats du monde | Göteborg | 3e       | 4 × 400 m | 3 min 03 s 18 |
| 1995 | Jeux africains        | Harare   | 1er      | 4 × 400 m | 3 min 01 s 63 |

### Records
| Épreuve    | Performance | Lieu     | Date            |
| ---------- | ----------- | -------- | --------------- |
| 400 mètres | 48 s 05     | Lisbonne | 22 juillet 1984 |